# Pterocheilus waltoni
Pterocheilus waltoni är en stekelart som beskrevs av Meade-waldo. Pterocheilus waltoni ingår i släktet palpgetingar, och familjen Eumenidae. Inga underarter finns listade i Catalogue of Life.